# クラスパー

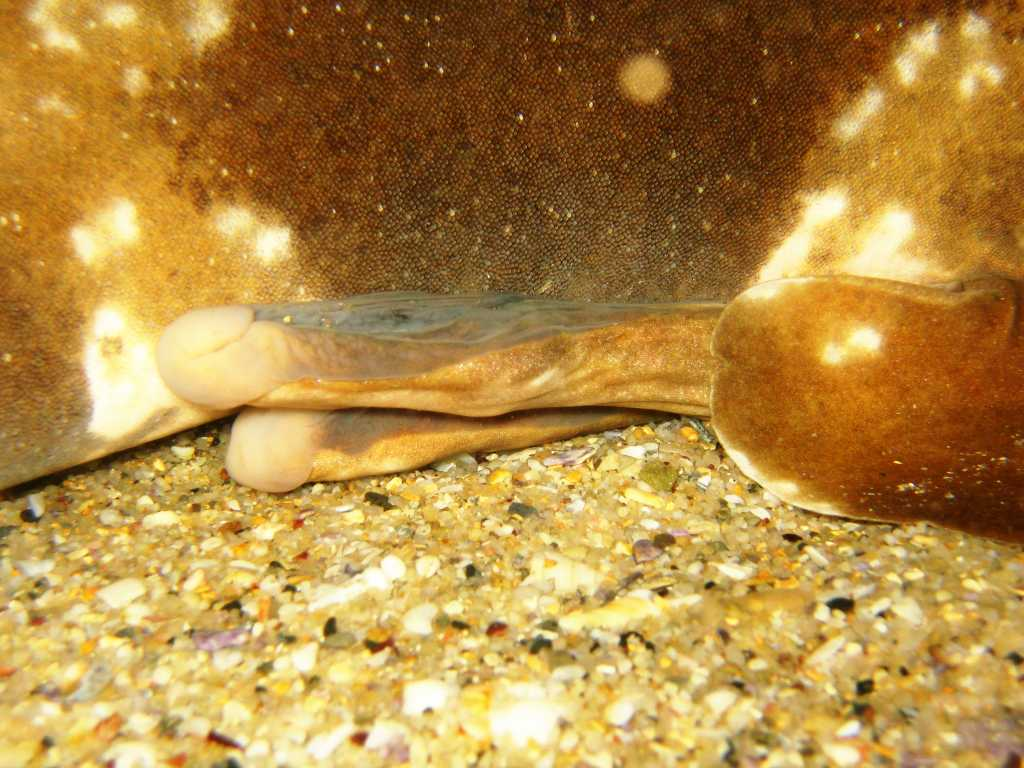
テンジクザメ(Orectolobus maculatus)の突出したクラスパー

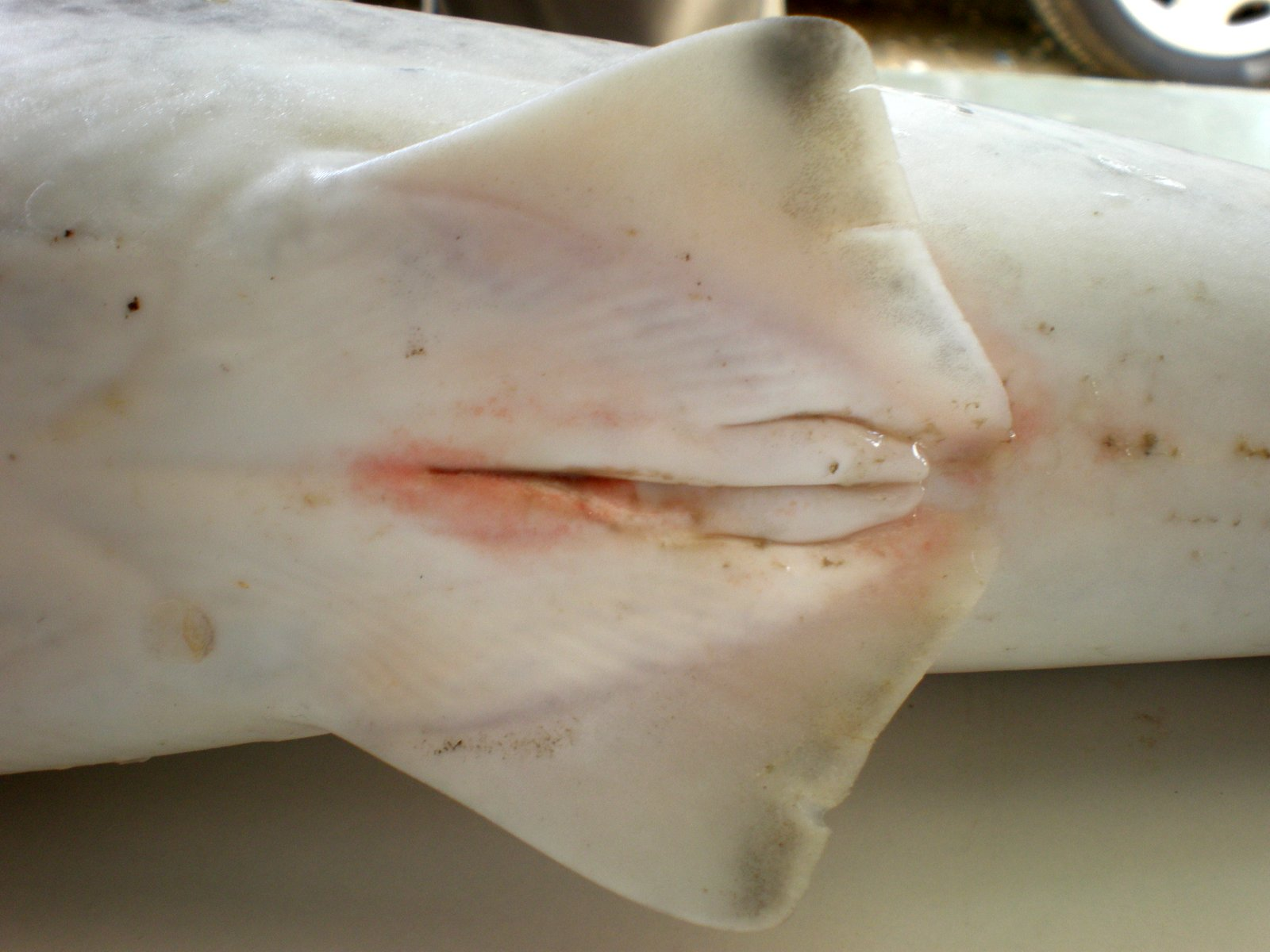
若いハナザメ(Carcharhinus brevipinna)のクラスパー

クラスパー（clasper）は、ある種の動物に見られる雄の解剖学的構造で、交尾において用いられる。軟骨魚類のものは日本語で交接器や交尾器とも呼ばれ、昆虫のものは把握器とも呼ばれる。
軟骨魚類は腹びれの後方の部分から形成された挿入器官を持ち、交尾の間に雌の総排出腔に精液を通すのに使用する。サメを含むある種の魚類の交尾行動では、クラスパーの1つが持ち上がって特定の開口部を通して管の中へ水が通るようになる。それからクラスパーは位置を固定するために花弁のように開いた総排出腔に挿入される。管が繋がると、水と精液が放出される。ギンザメ目の雄は頭部に支持鉤を持ち、交尾の間に雌を保持する助けに用いていると考えられている。
昆虫学においては、クラスパーは交尾の間に雌を捕まえておくのに用いられる雄の昆虫の構造である。Lepidoptera genitalia（英語版）を参照。